# El pati blau
El pati blau és un conte (1897) i una obra de teatre en dos actes (1903) de l'artista modernista i polifacètic Santiago Rusiñol i Prats. S'ha inspirat en els típics patis blaus de Sitges, i en unes seves pintures Pati Blau i Pati Blau amb dues nenes a l'escala. La versió per a teatre es va estrenar el 12 de maig del 1903 al teatre Romea de Barcelona. Va ser un èxit amb ple assegurat fins a la darrera representació el 12 d'octubre. És una adaptació del conte amb el mateix títol del recull Fulls de la vida i considerat per la crítica de l'època com l'obra mestra de la col·lecció.
Explica la història d'un pintor, Jacint, alter ego de Rusiñol, que sol·licita poder pintar el pati d'una casa comuna de poble. Amb un llenguatge senzill i proper al lector, s'introdueix l'espectador a un món de sensacions i tendresa, a partir de la jove malalta de tuberculosi que sobreviu reclosa darrere de la finestra de l'habitació que li fa de presó. Tant les plantes, que decoren el pati, com la noia, semblen desflorar-se al mateix temps. Amb un final punyent, Rusiñol aborda un dels temes més típics del corrent esteticista modernista: el dolor i la malaltia d'una societat frívola i decadent. En la versió per a teatre, va afegir un personatge més, el metge, i va canviar la germana del conte en la mare, per a més tensió dramàtica en el final.